# Hrvatska nogometna liga – Jug 1983./84.
Hrvatska nogometna liga - Jug (također i kao Hrvatska republička nogometna liga - Jug) je bila jedna od četiri skupine dotadašnje jedinstvene Hrvatske nogometne lige u sezoni 1983./84., te je predstavljala ligu trećeg ranga natjecanja nogometnog prvenstva Jugoslavije. 

U njoj su sudjelovali klubovi s područja južne Hrvatske, odnosno Dalmacije, te je neformalno zvana i Dalmatinska zona. 

Sudjelovalo je 12 klubova, a prvak je bio Split koji se potom plasirao u doigravanje za prvaka Hrvatske, ujedno i kvalifikacije za Drugu saveznu ligu - Zapad, koje je i osvojio.    

## Ljestvica
| Poredak | Klub                     | Utakmica | Pobjeda | Neodlučeno | Poraza | Postigli golova | Primili golova | Gol-razlika | Bodova |
| ------- | ------------------------ | -------- | ------- | ---------- | ------ | --------------- | -------------- | ----------- | ------ |
| 1.      | Split                    | 22       | 14      | 8          | 0      | 69              | 19             | +50         | 36     |
| 2.      | Zadar                    | 22       | 12      | 6          | 4      | 34              | 18             | +16         | 30     |
| 3.      | Solin                    | 22       | 9       | 9          | 4      | 22              | 17             | +5          | 27     |
| 4.      | Neretva Metković         | 22       | 11      | 4          | 7      | 38              | 19             | +19         | 26     |
| 5.      | Velebit Benkovac         | 22       | 9       | 5          | 8      | 25              | 23             | +2          | 23     |
| 6.      | Dinara Knin              | 22       | 7       | 7          | 8      | 27              | 28             | -1          | 21     |
| 7.      | Jadran Kaštel Sućurac    | 22       | 6       | 8          | 8      | 27              | 25             | +2          | 20     |
| 8.      | Primorac Biograd na Moru | 22       | 7       | 5          | 10     | 21              | 30             | -9          | 19     |
| 9.      | Junak Sinj               | 22       | 7       | 4          | 11     | 28              | 35             | -7          | 18     |
| 10.     | Metalac TEF Šibenik      | 22       | 5       | 6          | 11     | 22              | 40             | -18         | 16     |
| 11.     | Primorac Stobreč         | 22       | 5       | 5          | 12     | 12              | 35             | -23         | 15     |
| 12.     | Val Kaštel Stari         | 22       | 3       | 7          | 12     | 20              | 48             | -28         | 13     |

- iz lige nitko nije ispao
- Novi članovi lige: 
  - Neretvanac Opuzen
  - Omiš
  - Zmaj Makarska

## Rezultatska križaljka
| kratica | klub                     | DIN | JAD | JUN | MET | NER | PRIB | PRIS | SOL | SPL | VAL | VEL | ZAD |
| --- | ------------------------ | --- | --- | --- | --- | --- | ---- | ---- | --- | --- | --- | --- | --- |
| DIN | Dinara Knin              |     |     |     |     |     |      |      |     |     |     |     |     |
| JAD | Jadran Kaštel Sućurac    |     |     |     |     |     |      |      |     |     |     |     |     |
| JUN | Junak Sinj               |     |     |     |     |     |      |      |     |     |     |     |     |
| MET | Metalac TEF Šibenik      |     |     |     |     |     |      |      |     |     |     |     |     |
| NER | Neretva Metković         |     |     |     |     |     |      |      |     |     |     |     |     |
| PRIB | Primorac Biograd na Moru |     |     |     |     |     |      |      |     |     |     |     |     |
| PRIS | Primorac Stobreč         |     |     |     |     |     |      |      |     |     |     |     |     |
| SOL | Solin                    |     |     |     |     |     |      |      |     |     |     |     |     |
| SPL | Split                    |     |     |     |     |     |      |      |     |     |     |     |     |
| VAL | Val Kaštel Stari         |     |     |     |     |     |      |      |     |     |     |     |     |
| VEL | Velebit Benkovac         |     |     |     |     |     |      |      |     |     |     |     |     |
| ZAD | Zadar                    |     |     |     |     |     |      |      |     |     |     |     |     |
| |                          |     |     |     |     |     |      |      |     |     |     |     |     |
| podebljan rezultat - utakmice od 1. do 11. kola (1. utakmica između klubova) rezultat normalne debljine - utakmice od 12. do 22. kola (2. utakmica između klubova) rezultat nakošen - nije vidljiv redoslijed odigravanja međusobnih utakmica iz dostupnih izvora rezultat nakošen i smanjen * - iz dostupnih izvora nije uočljiv domaćin susreta prekrižen rezultat - poništena ili brisana utakmica p - utakmica prekinuta 3:0 p.f. / 0:3 p.f. - rezultat 3:0 bez borbe |                          |     |     |     |     |     |      |      |     |     |     |     |     |

Izvori: 

## Poveznice
- Prvenstvo Hrvatske u nogometu
- Hrvatska nogometna liga – Sjever 1983./84.
- Hrvatska nogometna liga – Istok 1983./84.
- Hrvatska nogometna liga – Zapad 1983./84.
- Doigravanje Hrvatske nogometne lige 1983./84.
- Dalmatinska liga 1983./84.